# Appels

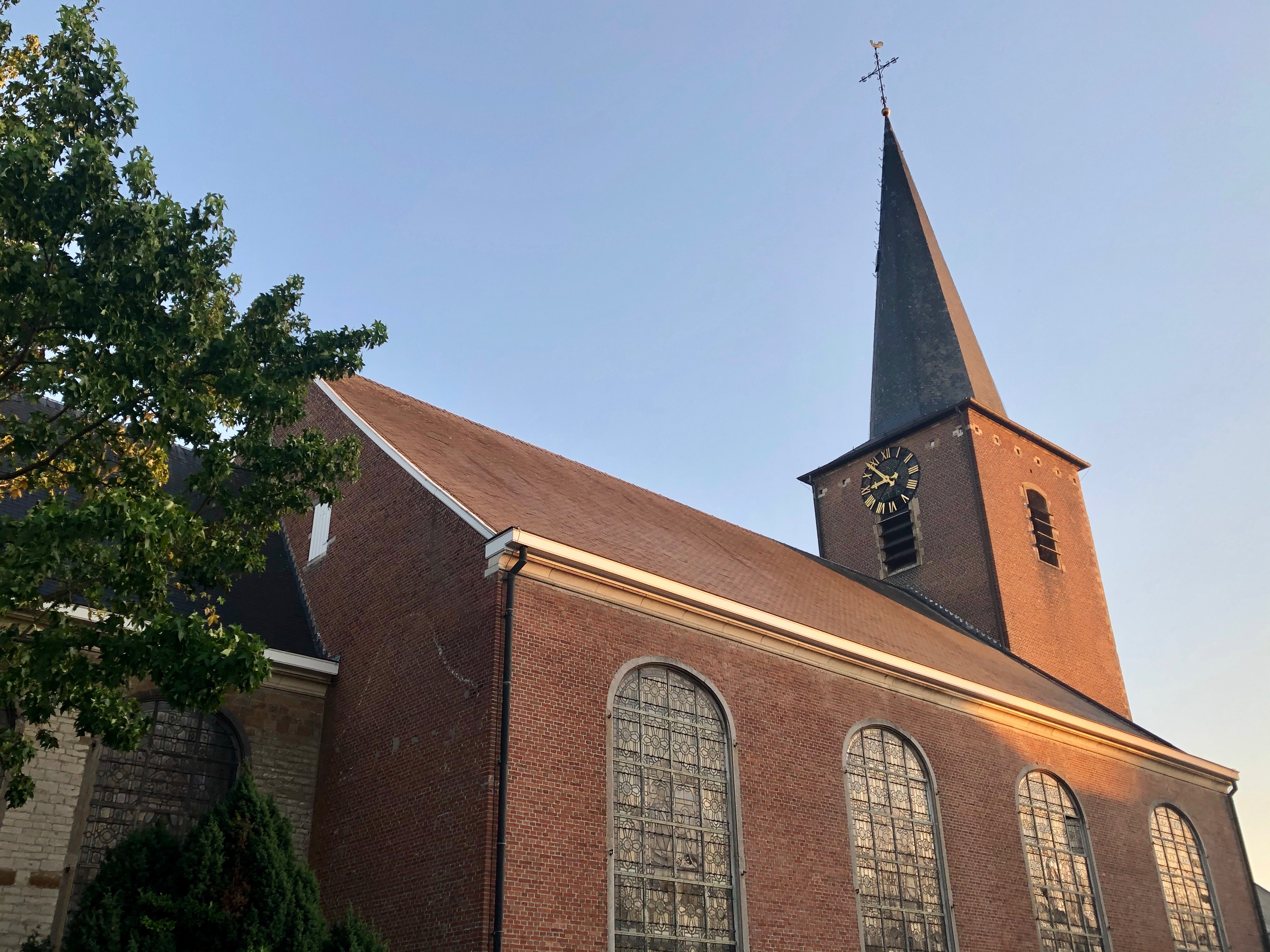
De Sint-Apolloniakerk

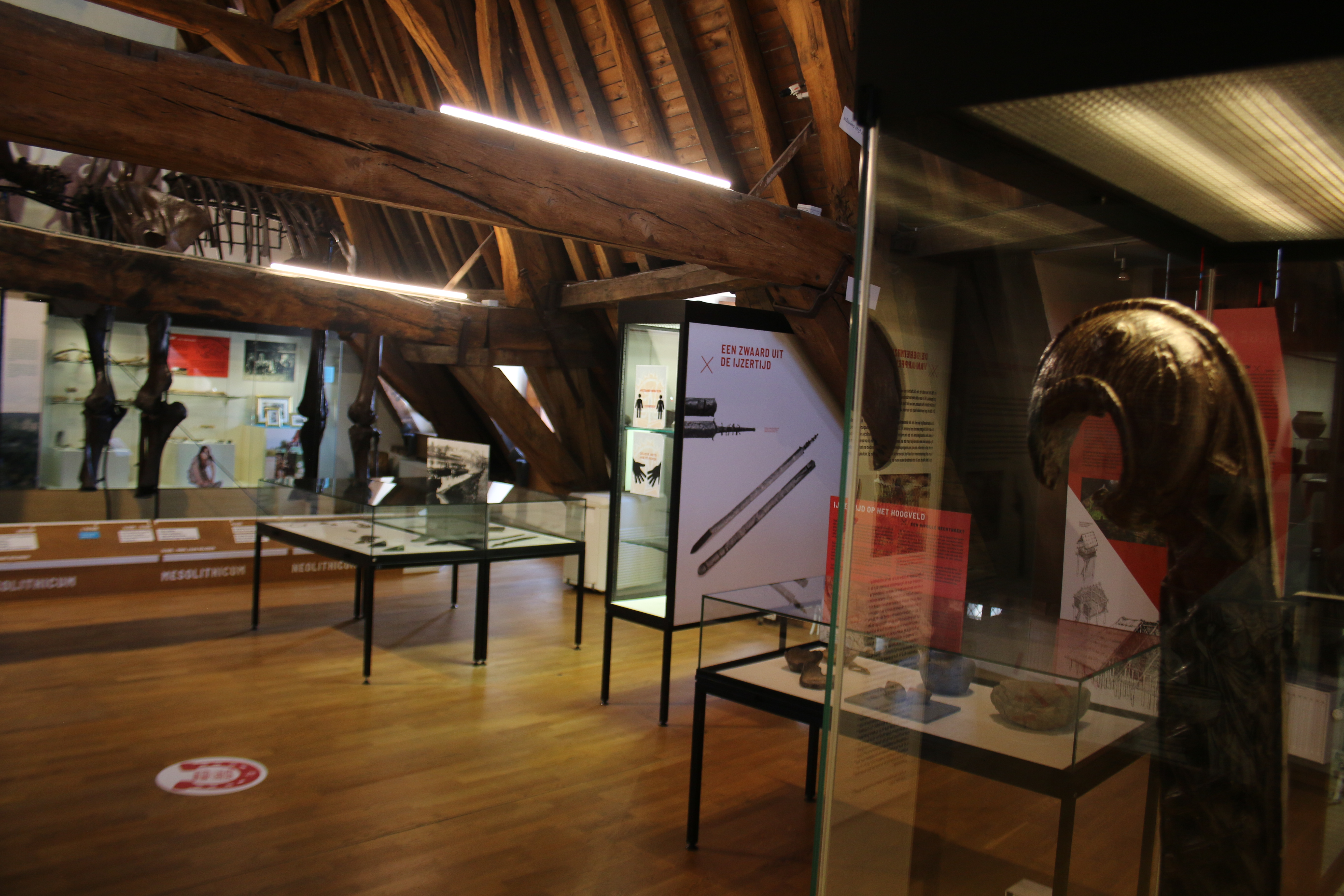
Afgietsel van de Drakenkop van Appels in het Vleeshuismuseum te Dendermonde

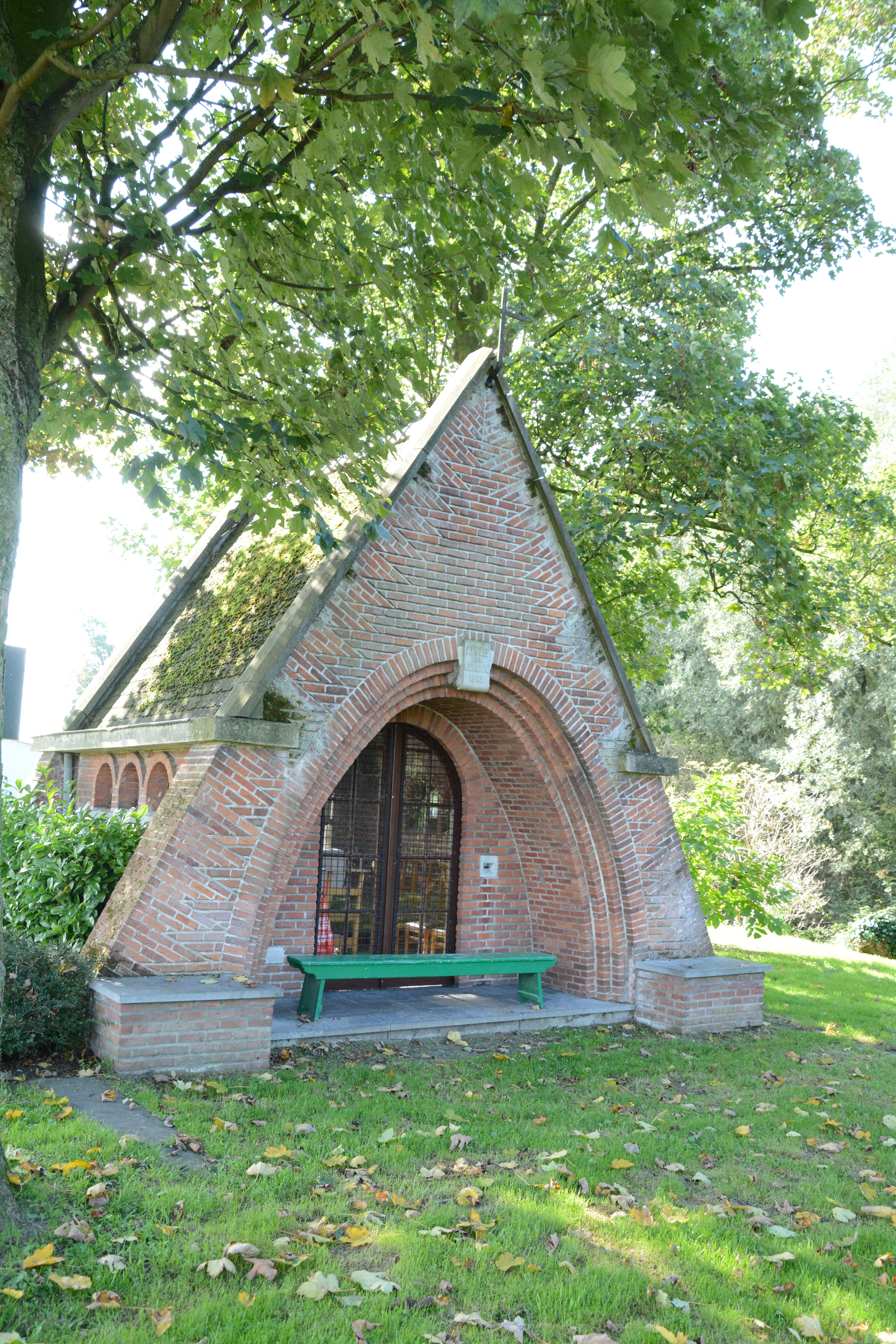
Vredekapel, Appels, Dendermonde

Appels is een dorp in de Belgische provincie Oost-Vlaanderen en een deelgemeente van Dendermonde, het was een zelfstandige gemeente tot aan de gemeentelijke herindeling van 1971. Het is een typisch woon- en landbouwdorp in de Denderstreek, in de Schelde- en Dendervallei. De Oude Schelde is een meander die van die stroom werd afgesneden om het de scheepvaart gemakkelijker te maken.

## Geschiedenis
Bij baggerwerken in de Schelde is in 1934 een boegbeeld uit de late oudheid (ca. 500) bovengehaald. De eikenhouten sculptuur, gekend als de Drakenkop van Appels, stelt een dier met een bekachtige kop en tanden voor.
De betekenis van de benaming Appels (gebruikt vanaf de 13e eeuw) is tot vandaag onbekend. De naam wordt soms verondersteld een verbastering te zijn van de Heilige Apollonia. In 1125 wordt de plaats echter aangeduid als Apls wat vermoedelijk een Keltisch woord voor water was. De naam komt dus mogelijk van een beek of rivier die vroeger door haar grondgebied liep.
Appels bleef, op een paar onderbrekingen na, bezit van de abdij van Zwijveke (Dendermonde) tot de Franse Revolutie. Het kerkelijk bezit werd verkocht, de toenmalige pastoor terechtgesteld in 1796. Van 1924 tot 1965 woonde in Appels de kunstschilder Piet Gillis, die vooral stillevens en landschappen schilderde. Inwoners van dit dorp aan de Schelde worden Appelsenaren genoemd. Door de toenemende bouw van appartementen wordt het landelijke karakter van Appels stilaan verdrongen.

## Bezienswaardigheden
- In het dorp staat de beschermde Sint-Apolloniakerk (1786-1788) met meubilair, schilderijen en beelden uit de achttiende eeuw.  Ook een orgel van de bekende orgelbouwers Van Peteghem uit 1779, afkomstig uit het door Jozef II opgeheven Birgittinessen Klooster Maria Troon van Dendermonde.
- Herenhuis De Rijcke, een als monument beschermde woning.
- Het Kasteel Denderhof
- In Appels staan nog talrijke, vaak schilderachtig gelegen kapellen, waaronder de Vredekapel (toegewijd aan Onze Lieve Vrouw van de Vrede), de Schipperskapel, de Sint-Antoniuskapel en de in 2022 gerestaureerde Theresiakapel.[4]
- Voormalig klooster van de zusters van de Congregatie van Onze-Lieve-Vrouw-Presentatie van Beveren-Waas, gelegen in de Vrijstraat vlak bij de Sint-Appoloniakerk.
- De oude pastorie die sinds 2020 het archief en de bibliotheek van de Vereniging voor Familiekunde van Dendermonde huisvest.[5]

## Natuur en landschap
Appels ligt aan de Schelde en aan de Dender. De bodem is zandig en zandlemig en de hoogte bedraagt ongeveer 5 meter. Een belangrijk natuurgebied is de Sint-Onolfspolder langs de schelde.

## Verkeer en vervoer
Het Appels Veer zet fietsers en voetgangers over de Schelde naar Berlare.

## Evenementen
- Elk jaar (op de maandag van de week waarin 21 juli valt, de Belgische feestdag) wordt er ook een jaarmarkt georganiseerd (de grootste van Dendermonde), met op zaterdag voordien traditionele volksspelen, op zondag voordien de Ommegang van Appels (waarbij het Peird van Appels, een meer dan 5 m hoog Ros Beiaard-paard, door de straten trekt) en om de jaarmarkt op maandagavond af te sluiten wordt muzikaal vuurwerk afgestoken aan de kerk. Gedurende het weekend organiseert Chiro Kadee, een lokale afdeling van Chirojeugd Vlaanderen haar driedaags openluchtfestival 'Stamenee Kadee' in de Hoofdstraat.
- Appelse Feesten
- Landbouwdagen (Vroeger Boerefeesten), sinds 1988
- Kerstmarkt

## Demografische ontwikkeling
- Bronnen:NIS, Opm:1831 tot en met 1970=volkstellingen

## Politiek

### Lijst van burgemeesters (onvolledig)
- Philippe de Burbure de Wesembeek
- L. Van Bocxstael [6]
- De Ryck[7]
- Joannes Segers[8]
- Prosper Segers[8]
- 1904-1921: Léon Cesar Hermans[9]
- 1921-1938: Isabella Segers
- 1947-1952: Luc Hermans (CVP)
- 1953-1964: Johannes Scholliers (CVB)
- 1965-1970: Albert Cool (CVP)[10]

### Resultaten gemeenteraadsverkiezingen tussen 1946 en 1965
| Partij               | Partij               | 24-11-1946 | 24-11-1946 | 12-10-1952 | 12-10-1952 | 12-10-1958 | 12-10-1958 | 11-10-1964 | 11-10-1964 | 04-04-1965 | 04-04-1965 |
| Stemmen / Zetels     | Stemmen / Zetels     | %          | 9          | %          | 9          | %          | 9          | %          | 9          | %          | 9          |
| -------------------- | -------------------- | ---------- | ---------- | ---------- | ---------- | ---------- | ---------- | ---------- | ---------- | ---------- | ---------- |
|                      | CVP                  | 30,14      | 3          | 36,34      | 4          | 36,46      | 4          | 34,93      | 4          | 34,79      | 4          |
|                      | CVB                  | 25,52      | 2          | 17,83      | 1          | 35,82      | 4          | 30,79      | 3          | 31,22      | 3          |
|                      | PVV                  | 22,60      | 2          | 36,41      | 4          | 13,25      | 0          | 19,32      | 1          | 18,64      | 1          |
|                      | BSP                  | 21,75      | 2          | 9,43       | 0          | 14,47      | 1          | 14,96      | 1          | 15,35      | 1          |
| Lijststemmen         | Lijststemmen         | 891        | 891        | 535        | 535        | 465        | 465        | 250        | 250        |            |            |
| Voorkeurstemmen      | Voorkeurstemmen      | 505        | 505        | 926        | 926        | 1130       | 1130       | 1388       | 1388       |            |            |
| Blanco en ongeldig % | Blanco en ongeldig % | 1,40       | 1,40       | 1,41       | 1,41       | 0,98       | 0,98       | 1,35       | 1,35       |            |            |

De zetels van de gevormde coalitie staan vetjes afgedrukt. De grootste partij staat in kleur.

## Nabijgelegen kernen
Dendermonde, Berlare (voetveer), Schoonaarde, Oudegem